# Bicyclus
Bicyclus je rod leptira iz potporodice Satyrinae, iz porodice šarenaca. Vrste iz ovog roda žive u području tropske Afrike.

## Vrste
- Bicyclus abnormis (Dudgeon, 1909.)
- Bicyclus albocincta (Rebel, 1914.)
- Bicyclus alboplaga (Rebel, 1914.)
- Bicyclus amieti (Libert, 1996.)
- Bicyclus analis (Aurivillius, 1895.)
- Bicyclus angulosa (Butler, 1868.)
- Bicyclus anisops (Karsch, 1892.)
- Bicyclus anynana (Butler, 1879.)
- Bicyclus auricruda (Butler, 1868.)
- Bicyclus aurivillii (Butler, 1896.)
- Bicyclus brakefieldi (Brattstrom, 2012.)
- Bicyclus buea (Strand, 1912.)
- Bicyclus campina (Aurivillius, 1901.)
- Bicyclus campus (Karsch, 1893.)
- Bicyclus condamini (van Son, 1963.)
- Bicyclus cooksoni (Druce, 1905.)
- Bicyclus cottrelli (van Son, 1952.)
- Bicyclus danckelmani (Rogenhofer, 1891.)
- Bicyclus dekeyseri (Condamin, 1958.)
- Bicyclus dentata (Sharpe, 1898.)
- Bicyclus dorothea (Cramer, 1779.)
- Bicyclus dubia (Aurivillius, 1893.)
- Bicyclus elishiae (Brattstrom, 2015.)
- Bicyclus ena (Hewitson, 1877.)
- Bicyclus ephorus (Weymer, 1892.)
- Bicyclus evadne (Cramer, 1779.)
- Bicyclus feae (Aurivillius, 1910.)
- Bicyclus funebris (Guérin-Méneville, 1844.)
- Bicyclus golo (Aurivillius, 1893.)
- Bicyclus graueri (Rebel, 1914.)
- Bicyclus heathi (Brattstrom, 2015.)
- Bicyclus hewitsonii (Doumet, 1861.)
- Bicyclus howarthi (Condamin, 1963.)
- Bicyclus hyperanthus (Bethune-Baker, 1908.)
- Bicyclus iccius (Hewitson, 1865.)
- Bicyclus ignobilis (Butler, 1870.)
- Bicyclus istaris (Plötz, 1880.)
- Bicyclus italus (Hewitson, 1865.)
- Bicyclus jefferyi (Fox, 1963.)
- Bicyclus kenia (Rogenhofer, 1891.)
- Bicyclus kiellandi (Condamin, 1986.)
- Bicyclus lamani (Aurivillius, 1900.)
- Bicyclus makomensis (Strand, 1913.)
- Bicyclus madetes (Hewitson, 1874.)
- Bicyclus maesseni (Condamin, 1970.)
- Bicyclus mahale (Congdon, Kielland & Collins, 1998.)
- Bicyclus mandanes (Hewitson, 1873.)
- Bicyclus martius (Fabricius, 1793.)
- Bicyclus matuta (Karsch, 1894.)
- Bicyclus medontias (Hewitson, 1872.)
- Bicyclus mesogena (Karsch, 1894.)
- Bicyclus milyas (Hewitson, 1864.)
- Bicyclus mollitia (Karsch, 1895.)
- Bicyclus moyses (Condamin & Fox, 1964.)
- Bicyclus nachtetis (Condamin, 1965.)
- Bicyclus neustetteri (Rebel, 1914.)
- Bicyclus nobilis (Aurivillius, 1893.)
- Bicyclus pareensis (Collins & Kielland, 2008.)
- Bicyclus pavonis (Butler, 1876.)
- Bicyclus persimilis (Joicey & Talbot, 1921.)
- Bicyclus procora (Karsch, 1893.)
- Bicyclus rhacotis (Hewitson, 1866.)
- Bicyclus rileyi (Condamin, 1961.)
- Bicyclus safitza (Westwood, 1850.)
- Bicyclus sambulos (Hewitson, 1877.)
- Bicyclus sandace (Hewitson, 1877.)
- Bicyclus sangmelinae (Condamin, 1963.)
- Bicyclus saussurei (Dewitz, 1879.)
- Bicyclus sciathis (Hewitson, 1866.)
- Bicyclus sealeae (Collins & Larsen, 2008.)
- Bicyclus sebetus (Hewitson, 1877.)
- Bicyclus sigiussidorum (Brattstrom, 2015.)
- Bicyclus similis (Condamin, 1963.)
- Bicyclus simulacris (Kielland, 1990.)
- Bicyclus smithi (Aurivillius, 1928.)
- Bicyclus sophrosyne (Plötz, 1880.)
- Bicyclus subtilisurae (Brattstrom, 2015.)
- Bicyclus suffusa (Riley, 1921.)
- Bicyclus sweadneri (Fox, 1963.)
- Bicyclus sylvicolus (Condamin, 1961.)
- Bicyclus taenias (Hewitson, 1877.)
- Bicyclus tanzanicus (Condamin, 1986.)
- Bicyclus technatis (Hewitson, 1877.)
- Bicyclus trilophus (Rebel, 1914.)
- Bicyclus uniformis (Bethune-Baker, 1908.)
- Bicyclus uzungwensis (Kielland, 1990.)
- Bicyclus vansoni (Condamin, 1965.)
- Bicyclus vulgaris (Butler, 1868.)
- Bicyclus xeneas (Hewitson, 1866.)
- Bicyclus xeneoides (Condamin, 1961.)
- Bicyclus zinebi (Butler, 1869.)

## Vanjske poveznice
|  | Zajednički poslužitelj ima još gradiva o temi Bicyclus |
|  | Wikivrste imaju podatke o taksonu Bicyclus             |

- "Bicyclus Kirby, 1871" at Markku Savela's Lepidoptera and Some Other Life Forms